# Brzeski Uniwersytet Państwowy im. Aleksandra Puszkina
Brzeski Uniwersytet Państwowy im. Aleksandra Puszkina (biał. Брэсцкі дзяржаўны ўніверсітэт імя А. С. Пушкіна; ros. Брестский государственный университет имени А.С. Пушкина) – białoruska szkoła wyższa w Brześciu, która w obecnej formie funkcjonuje od 1995 roku. Rektorem uczelni jest od 2002 roku Mieczysław Czesnowski.

## Historia
W 1945 roku białoruska Rada Komisarzy Ludowych zatwierdziła decyzję o utworzeniu Brzeskiego Instytutu Nauczycielskiego. W 1949 roku Instytut został nazwany na cześć Aleksandra Puszkina. W 1950 roku Rada Ministrów ZSRR utworzyła na jego bazie Brzeski Instytut Pedagogiczny im. A.S. Puszkina, który w 1995 został przekształcony w Brzeski Uniwersytet Państwowy im. Aleksandra Puszkina (imię Puszkina dodano do nazwy w 1999 roku).

## Wydziały
Obecnie (r.ak. 2012/13) uczelnia daję możliwość podjęcia studiów na dwunastu wydziałach:
- Wydział Biologii
- Wydział Prawa
- Wydział Geografii
- Wydział Fizyki
- Wydział Historii
- Wydział Społeczno-Pedagogiczny
- Wydział Wychowania Fizycznego
- Wydział Filologii
- Wydział Filologii Obcej
- Wydział Matematyki
- Wydział Psychologiczno-Pedagogiczny
- Wydział Kształcenia Podstawowego.

### Katedra Klasycznej i Współczesnej Filologii Obcej
W latach 90. XX wieku Związek Polaków na Białorusi podejmował starania, aby na Brzeskim Uniwersytecie Państwowym utworzony został kierunek filologii polskiej. Po kilkuletnich wysiłkach ze strony organizacji w roku akademickim 1996/1997 na Wydziale Filologii BUP powołano do życia kierunek „filologia rosyjsko-polska”, w 2000 roku – kierunek „filologia białorusko-polska”. 20 września 1999 roku na tym samym wydziale powstała Katedra Klasycznej i Współczesnej Filologii Obcej, która obejmowała sekcje: polonistyki, ukrainistyki, literatury powszechnej i filologii klasycznej. Funkcję kierowniczki Katedry od początku jej istnienia pełniła doc. dr Helena Kiwako, a wykładowczyniami były: mgr Anna Dajlida, doc. dr Tamara Kabot, mgr Tamara Karcelewa i mgr Natalia Korniejczyk. W ramach sekcji polonistyki wykładano: język polski, metodykę języka polskiego, teorię i praktykę przekładu, historię literatury polskiej od średniowiecza do współczesności, metodykę literatury polskiej, stylistykę i kulturę języka polskiego, gramatykę historyczną języka polskiego, historię Polski, folklorystykę polską, historię kultury polskiej, literaturę polską dla dzieci i młodzieży, krajoznawstwo polskie. W ramach programu zajęć dla studentów polonistyki przewidywano praktyki: krajoznawcze (Rzeszów, Biała Podlaska), językowe (Siedlce), naukowo-metodyczne (Lublin), a także dla studentów V roku praktyki nauczycielskie w liceum i dwóch gimnazjach w Brześciu oraz w szkole średniej w Kobryniu.
W czasie swego istnienia popularność kierunków związanych z filologią polską stale rosła. Aby się na nie dostać, organizowano egzaminy wstępne. W 2000 roku studia na nich podjęło 37 nowych studentów przy pięciokrotnie większej liczbie chętnych. Ogółem w roku akademickim 2000/2001 na obydwu kierunkach studiowało ok. 140 osób, z czego 95% stanowili Białorusini. W latach 2001 i 2002 kierunki opuściło 29 absolwentów, z których 20% podjęło pracę jako nauczyciele języka polskiego.
Pracownicy sekcji polonistyki Katedry Klasycznej i Współczesnej Filologii Obcej współpracowali z licznymi uczelniami na terenie Polski: Akademią Podlaską w Siedlcach, Uniwersytetem w Białymstoku, Uniwersytetem Marii Curie-Skłodowskiej w Lublinie. Dzięki współpracy z przedstawicielami uczelni w Siedlcach studenci polonistyki mogli uczestniczyć w praktykach językowych, dorocznej Letniej Szkole Języka Polskiego i wielu konferencjach naukowych. Strona polska udzielała także pomocy w formie podręczników i pomocy metodycznych. Sekcję polonistyki wspierali również pracownicy Konsulatu Generalnego Rzeczypospolitej Polskiej w Brześciu, konsulowie: Tomasz Klimański, Romuald Kunat i Andrzej Kucharczuk. Zdaniem Agnieszki Grędzik-Radziak, dzięki tej pomocy sekcja polonistyki osiągała dobre wyniki w nauczaniu.

## Współpraca z polskimi uczelniami
Uniwersytet współpracował z Uniwersytetem Warmińsko-Mazurskim w Olsztynie .